# Quận Warren, Pennsylvania
Quận Warren là một quận trong tiểu bang Pennsylvania, Hoa Kỳ. Quận lỵ đóng ở Warren6. Theo điều tra dân số năm 2000 của Cục điều tra dân số Hoa Kỳ, quận có dân số 43.863 người.2
Quận được lập năm 1800 từ một số khu vực thuộc các quận Allegheny và Lycoming; được gắn liền với quận Crawford cho đến năm 1805 và sau đó là quận Venango đến khi quận Warren được chính thức tổ chức năm 1819. 

## Địa lý
Theo Cục điều tra dân số Hoa Kỳ, quận có diện tích 2288 kilômét vuông, trong đó có 37 km2 là diện tích mặt nước.